# 洪茂雄
洪茂雄（1940年3月5日—2019年8月23日），臺灣學者，東吳大學中歐洲研究中心顧問，慕尼黑大學哲學博士。主要研究領域為歐洲整合研、中、東歐國家憲政體制。

## 著作
| 出版日期 | 書名                                           | 作者           | 出版社                           | ISBN               |
| 2006年   | 21世紀國際政治形勢解析：新世紀、新形式、新挑戰 | 洪茂雄         | 台北， 水牛出版社，（352頁）     | ISBN 9789575998127 |
| 2008年   | 羅馬尼亞史－在列強夾縫中求發展的國家           | 洪茂雄         | 台北，三民書局，（212頁）        | ISBN 9789571449869 |
| 2010年   | 波蘭史：譜寫悲壯樂章的民族                     | 洪茂雄         | 台北， 三民書局，（171頁）       | ISBN 9789571452647 |
| 2012年   | 東歐諸國史(當代完備版)(增訂四版)               | 李邁先, 洪茂雄 | 台北，三民書局，（716頁）        | ISBN 9789571456591 |
| 2019年   | 東歐國家轉型面面觀                             | 洪茂雄         | 台北， 新學林網路書店，（312頁） | ISBN 9789869349840 |
| 2019年   | 失序年代：紅色帝國的崩潰                       | 洪茂雄         | 台北，三民書局，（252頁）        | ISBN 9789571466149 |
| 2020年   | 波蘭史：譜寫悲壯樂章的民族（二版）             | 洪茂雄         | 台北， 三民書局，（224頁）       | ISBN 9789571468129 |